# Гладишевська сільська рада (Мішкинський район)
Гла́дишевська сільська рада (рос. Гладышевский сельский совет) — сільське поселення у складі Мішкинського району Курганської області Росії.
Адміністративний центр — село Гладишево.
Населення сільського поселення становить 526 осіб (2017; 645 у 2010, 905 у 2002).
29 грудня 2018 року до складу сільського поселення була включена територія площею 93,26 км² ліквідованої Іванковської сільської ради (село Іванково, присілки Велике Окунево, Мале Окунево).

## Склад
До складу сільського поселення входять:
| Населений пункт          | Населення, осіб (2002) | Населення, осіб (2010) |
| ------------------------ | ---------------------- | ---------------------- |
| Бутирське, присілок      | 171                    | 128                    |
| Велике Окунево, присілок | 133                    | 70                     |
| Гладишево, село          | 298                    | 228                    |
| Іванково, село           | 71                     | 47                     |
| Мале Окунево, присілок   | 232                    | 172                    |